# Johann Georg Helm
Johann Georg Friedrich Rudolf Helm (* 17. Februar 1931 in Hanau; † 17. Mai 2000 in Königstein im Taunus) war ein deutscher Rechtswissenschaftler.

## Leben
Johann Georg Helm entstammte einer bürgerlichen Familie, sein Vater Otto war Arzt für Pädiatrie („Kinderarzt“), sein Großvater Karl Helm war Lehrstuhlinhaber für Altgermanistik in Marburg.
Nach Schulbesuchen in Hanau und Abitur in Alsfeld studierte Helm ab 1949 zunächst in Marburg und 1950 mit Wechsel nach Frankfurt Rechtswissenschaften geprägt durch seinen Großvater mit Interesse Geschichte und Kulturgeschichte. In Frankfurt wurde sein prägender akademischer Lehrer Wolfgang Preiser. Im Jahr 1954 erfolgte in Frankfurt die Ablegung des ersten juristischen Staatsexamens als Bester und im Anschluss bis 1958 der „juristische Vorbereitungsdienst“ in Frankfurt, Hanau und Kassel. In dieser Zeit bereitete er seine Promotion vor, in der ihn Preisler als Doktorvater begleitete. Die Große juristische Staatsprüfung erfolgte 1958 Promotion erfolgte im Jahr 1958 in Wiesbaden mit einer ausgezeichneten Bewertung. Die Dissertationsarbeit zum Völkerrecht hatte das Thema „Die Rechtsstellung der Zivilbevölkerung im Krieg in ihrer geschichtlichen Entwicklung“ mit Hans-Jürgen Schlochauer als Zweitgutachter und wurde summa cum Laude bewertet. Die Habilitation erfolgte 1965 für die Fächer Bürgerliches Recht und Handelsrecht mit einer Arbeit zur Haftung für Schäden an Frachtgütern, Studien zur Schadensersatzpflicht aus Frachtgeschäften und zur Konkurrenz vertraglicher und außervertraglicher Ersatzansprüche (veröffentlicht 1966).
Helm entschied sich trotz Angeboten aus der Privatwirtschaft in Hinblick auf das Vorbild des Großvaters für eine akademische Laufbahn mit der Spezialisierung und Schwerpunkt auf das Internationale- und Transportrecht, in dem sein Wirken national und international Anerkennung und Beachtung fand. 
In Frankfurt schloss sich von 1965 bis 1967 eine Tätigkeit als beamteter Dozent an mit Lehrstuhlvertretungen in Tübingen, Marburg, Freiburg/i. Br. und in Berlin. Den 1967 erfolgte Ruf auf den Lehrstuhl für Privat- und Wirtschaftsrecht der Wirtschafts- und Sozialwissenschaftlichen Fakultät der Friedrich-Alexander-Universität Erlangen-Nürnberg folgte er und wurde mit dem 2. Januar 1968 zum ordentlichen Professor und zum Leiter des Seminars für Wirtschaftsrecht ernannt. In Nürnberg/erlangen lehrte er bis zu seiner Emeritierung 1996.

## Schriften
- Haftung für Schäden an Frachtgütern. Studien zur Schadensersatzpflicht aus Frachtgeschäften und zur Konkurrenz vertraglicher und außervertraglicher Ersatzansprüche. C. F. Müller, Karlsruhe 1966.
- Grundkurs im Bürgerlichen Recht. Walter de Gruyter, Berlin u. a. 1971 ISBN 978-3-11-164563-6 (mehrere Auflagen).
- Frachtrecht. Walter de Gruyter, Berlin u. a. 1979, ISBN 978-3-11-154183-9.
- Frachtrecht. II CMR.(= Sonderausgabe der Kommentierung Anhang VI nach § 452 HGB: CMR aus: Staub. Handelsgesetzbuch. Großkommentar. 4. neubearbeitete Auflage). Walter de Gruyter, Berlin u. a. 1994, 2002, ISBN 978-3-11-088668-9.